# Registro Nacional de Lugares Históricos no Condado de Alpine
Esta é a lista das propriedades e distritos do Registro Nacional de Lugares Históricos listadas no condado de Alpine, na Califórnia.
Desde 17 de maio de 2013 existem 2 entradas listadas no condado de Alpine. O primeiro NRHP deste condado foi designado em 30 de setembro de 2004, enquanto o mais recente foi em 11 de julho de 2005.

## Listagem atual
A relação a seguir lista as entradas atuais pertencentes ao Registro Nacional de Lugares Históricos e são baseadas em inscrições no Banco de Dados do Cadastro Nacional de Informações a partir de 24 de abril de 2008, e nas novas listas semanais postadas desde então no site do National Register of Historic Places. Há inclusões freqüentes e exclusões ocasionais à lista, fazendo com que as entradas mostradas aqui sejam aproximadas e não oficiais.
Legenda:
| NRHP | Registro Nacional de Lugares Históricos |
| NHL  | Marco Histórico Nacional                |
| NHLD | Distrito Histórico Nacional             |
| HD   | Distrito Histórico                      |
| NHS  | Local Histórico Nacional                |
| NMEM | Memorial Nacional dos EUA               |
| NMON | Monumento Nacional dos EUA              |
| NHP  | Parque Histórico Nacional dos EUA       |
| NMP  | Parque Nacional Militar dos EUA         |

| [ 3 ] | Nome                                    | Imagem | Inclusão                         | Endereço e coordenadas                       | Localidade   | NRIS     | Observações |
| ----- | --------------------------------------- | ------ | -------------------------------- | -------------------------------------------- | ------------ | -------- | ----------- |
| 1     | Antigo Edifício da Escola Webster       |        | 11 de julho de 2005 (19 anos)    | 135 School St. 38° 41′ 40″ N, 119° 46′ 56″ O | Markleeville | 05000071 |             |
| 2     | Palácio da Justiça do condado de Alpine |        | 30 de setembro de 2004 (20 anos) | 14777 CA 89 38° 41′ 40″ N, 119° 46′ 43″ O    | Markleeville | 04001074 |             |